# NGC 2064
NGC 2064 is een reflectienevel in het sterrenbeeld Orion. Het hemelobject werd op 11 januari 1864 ontdekt door de Duits-Deense astronoom Heinrich Louis d'Arrest. De nevel maakt deel uit van Messier 78.

## Synoniemen
- LBN 1627